# Arafene
Arafene (in greco antico: Ἀραφήν?, Araphén) era il nome di un demo dell'Attica, situato sulla sua costa orientale a nord di Braurone ed Ale Arafenide, sul luogo dell'attuale villaggio di Rafina, collocato nei pressi della foce dell'omonimo fiume.
L'area era abitata già nell'età arcaica ed era fiorente grazie al porto, che dava un buon accesso alle isole Cicladi. Due insediamenti di quel periodo sono stati trovati su una collina a due chilometri a sud del porto; ora rimangono ben pichi reperti archeologici, che sono stati sepolti dalle costruzioni moderne. 